# Lophostethus carteri
Lophostethus carteri är en fjärilsart som beskrevs av Rothschild 1894. Lophostethus carteri ingår i släktet Lophostethus och familjen svärmare. Inga underarter finns listade i Catalogue of Life.